# Gottlieb Ringier

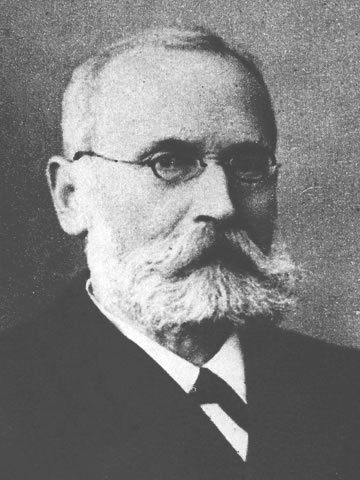
Gottlieb Ringier

Karl Albrecht Gottlieb Ringier (Wasen, 8 december 1837 - Bern, 7 januari 1929) was een Zwitsers politicus.
Gottlieb Ringier bezocht het gymnasium te Aarau en studeerde rechten Bazel, München en Heidelberg. In 1860 promoveerde hij en opende een advocatenpraktijk in Zofingen. In 1862 werd hij voor het liberaal-conservatieve Centrum (voorloper van de huidige Vrijzinnige-Democratische Partij in de Grote Raad van Aargau gekozen. In 1863 werd hij landsadvocaat.
Gottlieb Ringier deed in 1868 zijn intrede in de federale politiek toen hij in Kantonsraad werd gekozen (tot 1877). Van 1875 tot 1877 maakte hij deel uit van het Presidium van de Kantonsraad en in 1875 was hij voorzitter van dit orgaan. In 1872 ging hij werken voor de advocatenpraktijk van zijn schoonvader in Zofingen. In 1877 werd hij tijdens een brand getroffen door rookvergiftiging. Hij moest zijn werkzaamheden als advocaat en politicus staken en kuurde vier jaar in het buitenland (Corsica en Davos) en bij de berg Rigi. In 1881 trad bondskanselier Johann Ulrich Schiess af. Hierna ontstond er onder de radicalen en de liberalen een hevige strijd om zijn opvolging.
Ringier werd op 1 januari 1882 gekozen tot bondskanselier. Hij bleef bondskanselier tot 31 december 1909.
Hij verkreeg in 1901 een eredoctoraat aan de Universiteit van Bazel en werd na zijn aftreden voorzitter van de Zwitserse Schillerstichting. Tijdens de Eerste Wereldoorlog was hij lid van de Perscommissie. Deze commissie ging over de censuur van correspondentie.
Gottlieb Ringier overleed op 91-jarige leeftijd.